# Арена (Италия)
 Тази статия е за селото в Южна Италия.  За вида място вижте Арена.  
Арѐна (на италиански: Arena) е село и община в Южна Италия, провинция Вибо Валентия, регион Калабрия. Разположено е на 496 m надморска височина. Населението на общината е 1461 души (към 2012 г.).